# Системы прецизионного приборостроения
Акционерное общество "Нау́чно-произво́дственная корпора́ция «Систе́мы прецизио́нного приборострое́ния» (АО "НПК «СПП») — интегрированная структура российской ракетно-космической промышленности, созданная с целью осуществления полного замкнутого цикла в области разработки и производства систем прецизионного приборостроения, в том числе квантово-оптических и оптико-электронных систем. Входит в госкорпорацию «Роскосмос», является дочерним предприятием АО «ОРКК».

## Состав корпорации
АО "НПК «СПП» (до 2015 г. — ОАО "НПК «СПП») создано в соответствии с Указом Президента Российской Федерации от 20 октября 2007 года № 1391 "Об открытом акционерном обществе «Научно-производственная корпорация „Системы прецизионного приборостроения“» на базе ФГУП «Научно-исследовательский институт прецизионного приборостроения» (ФГУП «НИИ ПП», г. Москва, англ. IPIE), основанного в 1986 году.
В состав Корпорации, помимо головного юридического лица, входят акционерные общества, находящиеся в собственности АО «НПК „СПП“»:
- АО «106 Экспериментальный оптико-механический завод» (АО «106 ЭОМЗ», г. Москва)[5].
- АО «Научно-инженерный центр электротехнического университета» (АО «НИЦ ЭТУ», г. Санкт-Петербург)[6].

В составе Корпорации действуют пять филиалов:
- филиал в Великом Новгороде — разрабатывает и изготавливает системы видеонаблюдения и регистрации информации для авиации, телевизионных приемников для оптико-локационных систем обзора, обнаружения и сопровождения объектов в воздушном и космическом пространстве;
- филиал «Институт лазерной физики» в Санкт-Петербурге — разрабатывает и поставляет бортовые и наземные излучатели для КОС космического и авиационного назначения;
- филиал «Алтайский оптико-лазерный центр» имени Г. С. Титова в Змеиногорском районе Алтайского края — обеспечивает проведение испытаний, техническую готовность, модернизацию и эксплуатацию Алтайского оптико-лазерного центра;
- филиал СОН «Архыз» — осуществляет натурную отработку оптико-лазерных средств наблюдений космических объектов и получения высокоточных траекторных измерений.
- филиал «Центр прецизионного навигационно-баллистического обеспечения» в г. Юбилейный Московской Области.

В составе Корпорации действуют восемь обособленных подразделений.

## Направления деятельности
В качестве приоритетных направлений деятельности Корпорации определены разработка, производство, испытания, сертификация, реализация, модернизация, послепродажное обслуживание, ремонт, эксплуатация и утилизация систем прецизионного приборостроения в том числе:
- квантово-оптических, оптико-электронных и радио-оптических систем наземного, воздушного, космического и морского базирования для передачи информации, обнаружения и засечки излучений при военно-космическом мониторинге, измерений параметров движения, фотометрических характеристик и получения изображений космических аппаратов, ракет-носителей, разгонных блоков, а также средств ракетного вооружения при полигонных испытаниях и мониторинга техногенных катастроф;
- лазерных и радиотехнических систем эфемеридно-временного и метрологического обеспечения космических навигационных и геодезических комплексов;
- топогеодезических и топографических комплексов различных модификаций и назначений;
- специализированных аппаратно-программных комплексов автоматизированных информационных систем и систем управления.

Приказом Генерального директора Российского авиационно-космического агентства от 3 декабря 2001 г. № 142, согласованным с Минобороны России, Корпорация определена головной организацией по разработке квантово-оптических систем и их внедрению в ракетно-космические и авиационные комплексы военного и социально-экономического назначения, а также по международному сотрудничеству в этой области.

## Руководство
Генеральный директор АО «НПК «СПП» — Рой Юрий Арсентьевич, кандидат технических наук, действительный член Российской академии космонавтики им. К. Э. Циолковского,
награждён Орденом Дружбы, знаком Циолковского, соавтор более 30 научных трудов.
Первый заместитель генерального директора, генеральный конструктор АО «НПК «СПП» — Пасынков Владимир Викторович, доктор технических наук, дважды лауреат Премии Правительства России (2010 г., 2016 г.)., награждён медалью к ордену «За заслуги перед Отечеством» II степени, автор 68 научных трудов. Назначен на должность Генерального конструктора АО "НПК «СПП» 27 октября 2020 г..

## Санкции
20 июля 2023 года, на фоне вторжения России на Украину, корпорация попала в санкционный список США «в отношении лиц, поддерживающих войну России против Украины». 1 июля 2023 года компания попала в санкционный список Украины.